# Tragurium

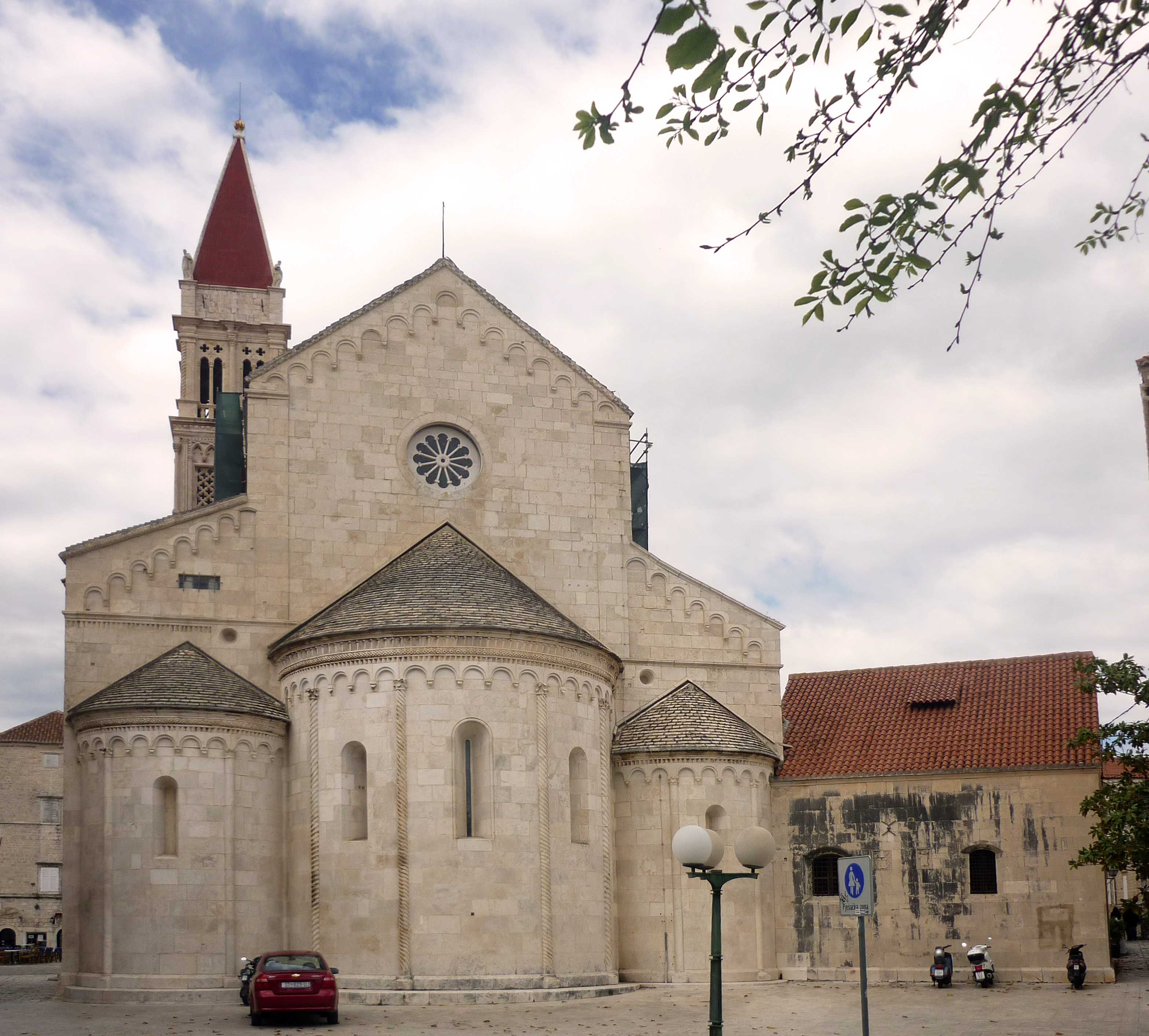
Dawna katedra diecezjalna w Trogirze

Tragurium – stolica historycznej diecezji (łac. dioecesis Traguriensis) w Dalmacji, erygowanej w połowie XI wieku. Skasowana 30 czerwca 1828 i włączona w skład diecezji Split i Szybenik. Sufragania archidiecezji Split, współcześnie miejscowość Trogir w Chorwacji. Obecnie katolickie biskupstwo tytularne. 

## Biskupi tytularni
| Lp. | Biskup                      | Funkcja                                                  | Od               | Do                   |
| --- | --------------------------- | -------------------------------------------------------- | ---------------- | -------------------- |
| 1   | Frans Joseph Bruls Canisius | emerytowany biskup Villavicencio (Kolumbia)              | 26 kwietnia 1969 | 7 stycznia 1976      |
| 2   | Thaddeus Shubsda            | biskup pomocniczy Los Angeles (USA)                      | 20 grudnia 1976  | 26 maja 1982         |
| 3   | Dale Melczek                | biskup pomocniczy Detroit (USA                           | 3 grudnia 1982   | 28 października 1995 |
| 4   | Pierre Farine               | biskup pomocniczy Lozanny, Genewy i Fryburga (Szwajcaria | 12 sierpnia 1996 |                      |